# Jacques Badoz
Jacques Badoz, né le 5 mai 1926 dans le 18e arrondissement de Paris et mort le 16 juin 2025 à Amiens, est un physicien français. Diplômé de l'ESPCI, il fut professeur d'optique et le premier directeur scientifique du laboratoire de Spectroscopie en Lumière Polarisée (UPR A0005).

## Biographie
Jacques Badoz est ingénieur diplômé de l'École supérieure de physique et de chimie industrielles de la Ville de Paris en 1948 (64e promotion),. Il effectue une thèse de doctorat avec René Lucas comme directeur de thèse.
Il fut le premier directeur du laboratoire de Spectroscopie en Lumière Polarisée (UPR A0005) en 1976, et devient plus tard directeur scientifique de l'ESPCI. Au cours des années 1960, il travaille dans ce laboratoire sur la mesure fine des états de polarisation de la lumière grâce aux polarimètres et dichromètres qu'il avait développé.
Dans les années 1970, Jacques Badoz travaille sur la modélisation des effets physiques dans les cristaux dopés, et en particulier les interactions électron-réseau, effet Jahn Teller et aussi interactions magnétiques.
Il est spécialisé dans l'interaction entre l'optique et la matière. Il a notamment travaillé sur l'effet Faraday, l'effet Cotton-Mouton et le dichroïsme circulaire magnétique.
Il a publié Les Objets fragiles avec Pierre-Gilles de Gennes en 1994.
Il est lauréat du Prix Aimé Cotton de la Société française de physique en 1963, et est à l'origine de la fondation de la Société française d’optique en 1983.
Jacques Badoz meurt le 16 juin 2025 à l'âge de 99 ans, et est inhumé au cimetière du Port-Marly.